# Accident de l'abocador de Zaldibar
L'accident a l'abocador de Zaldibar va ser un accident el febrer del 2020 que es va qualificar com el pitjor desastre del País Basc dels darrers 40 anys. En un mateix dia al municipi de Zaldibar, a la provincia de Biscaia, l'abocador de l'empresa Verter Recycling 2002 SL va patir un lliscament de terra al costat de l'autopista AP-8 i dos treballadors van ser sepultats. Després dels fets es va trobar una gran quantitat d'amiant; i al cap d'unes hores el conjunt d'escombraries es va incendiar.

## Antecedents

### Permisos
Verter Recycling va adquirir permisos, però posteriorment va canviar el projecte original «gairebé completament». El projecte original va ser realitzat per LKS (MCC) el 2004. En aquest projecte, per exemple, es van assenyalar els límits de les excavacions de manera que les filtracions d'aigua no dificultessin el funcionament de l'abocador. El 2004-2005, el Govern va revisar l'expedient i va sol·licitar informació addicional a l'empresa. Després d'examinar diverses al·legacions sobre fonts d'aigua, el projecte es va aprovar el 2007. La declaració d'Impacte Ambiental i l'aprovació de l'Autorització Ambiental Comuna (IBB) es van publicar al Butlletí Oficial del País Basc.
El 2007, Jose Inazio Barinaga va deixar de treballar amb LKS, considerant el projecte «no viable». Després es va fer càrrec d'una altra empresa a l'hora de construir l'abocador: Geyser HPC. Amb el permís de projecte de LKS, Geyser HPC va canviar el projecte. En les seves paraules, l'objectiu del nou projecte era «optimitzar l'explotació i el tancament de l'abocador i el futur». La nova empresa també incloïa una «gestió tècnica» i un «aspecte tècnic» de l'explotació d'abocadors. En el moment del desastre de febrer de 2002, encara era el seu responsable. L'alcaldessa de Zaldibar, Idoia Mendiolagarai (EAJ), va donar els permisos d'obertura i d'activitat; assignació fou concedida per la ministra del Govern Basc, Pilar Untzalu (PSE-EE).

### Normativa
L'abocador tenia permís tant per assumir «brossa segura» com amiant. Encara que l'amiant és un material perillós, segons la legislació es pot emmagatzemar en abocadors «de materials no perillosos» si es conserva de manera segura. Aquest va ser el cas de Zaldibar, que es va allargar fins l'accident el 6 de febrer de 2020, quan es van incomplir aquestes condicions de seguretat. Per establir un abocador calen determinades condicions per al jaciment (segons el Decret 49/2009, signat per la ministra de Medi Ambient, Esther Larrañaga, EA), a banda de les zones urbanes, la impermeabilització i l'anàlisi hidrogeològica. El compliment d'aquests requisits és responsabilitat de l'Agència URA i del Departament de Medi Ambient.
Pel que fa al control de residus és responsabilitat del Govern basc. Compta amb 8 inspectors per a aquesta obra. La seva tasca és controlar 17 abocadors, així com 380 indústries i llocs classificats que generen contaminació. Segons els funcionaris que fan aquesta feina, caldria més gent per fer-la. Les inspeccions es realitzen cada 1-3 anys, depenent del risc d'activitat; A Zaldibar en els darrers 5 anys hi va haver 3 controls. El procediment està ben definit: l'«IKS-eeM» és l'instrument més important, segons el qual el productor ha de declarar electrònicament la naturalesa i la quantitat dels residus; llavors l'abocador ha de fer una declaració paral·lela; els inspectors han de comprovar si les dues declaracions coincideixen. No obstant això, en alguns casos, aquest procediment no s'ha seguit estrictament.

### Irregularitats
A l'octubre de 2019, un informe d'enginyeria va exposar algunes àrees de millora de l'abocador, com protegir les deixalles per evitar filtracions d'aigua i estabilitzar pistes adjacents. Els dispositius de mesurament del gas metà estava en mal estat. L'abocament de materials no autoritzats es va detectar més d'una vegada, com ara plàstics o fusta. Bona part de l'abocador no estava revestit.
Tot i que la superfície total autoritzada pel Govern basc per a l'abocador és de tretze hectàrees, l'IBB assignat a l'abocador va restringir la superfície a una hectàrea: «L'abocador s'explotarà per assegurar que la superfície màxima que pot afectar directament l'aigua de pluja no sigui superior a 10.000 metres quadrats». És a dir, una hectàrea era el màxim espai per a l'eliminació de residus. Segons altres fonts, el permís mediambiental adquirit el 2007 va definir una superfície de 137.259 metres quadrats, amb una capacitat de 2.744.975 metres cúbics. «Un monstre», segons els experts en geologia, per a una instal·lació elevada situada a prop del centre de la ciutat. L'abocador feia 182 metres d'alçada, amb una esperança de vida de 35 anys. Tanmateix, la xifra prevista va arribar als 13 anys. En els dos anys anteriors a l'accident, es van bolcar 500.000 tones de Verter Recycling; Per comparació, a Gipuzkoa el 2018, es van generar 325.000 tones de residus urbans, de les quals 141.000 tones es van destinar a abocadors o incineradores de Zabalgarbi.
Abans de traslladar els materials a abocador, haurien de ser transferits teòricament a una planta de residus de demolició i demolició (RCD) per a una separació i recuperació adequades; i la resta es portaria a l'abocador. Aquest procediment de classificació i diferenciació no es va completar correctament. Per aquest motiu, els transportistes del sector l'anomenaven «forat». Un treballador va esmentar expressament que el procediment de classificació de Zaldibar «no va complir mai». Fins i tot els empleats d'aquesta empresa anaven amb materials carregats d'amiant (plaques de trencament) i descarregaven càrrega amb les mans nues; la companyia es burlava amb les exigències del seu personal per proporcionar equips de protecció. Sobre la naturalesa del «forat» de l'empresa Verter Recycling, aquest empleat va confirmar que ho agafaven tot, sense cap control. Un altre treballador va declarar que l'únic material que se separava prèviament era la ferralla metàl·lica.
Tot i que l'administració va detectar moltes d'aquestes irregularitats, l'empresa no va ser penalitzada. Van dir que estaven investigant quina multa imposar a Verter Recycling al Departament per part de Medi Ambient del Govern basc en el moment de l'accident.

## Fets

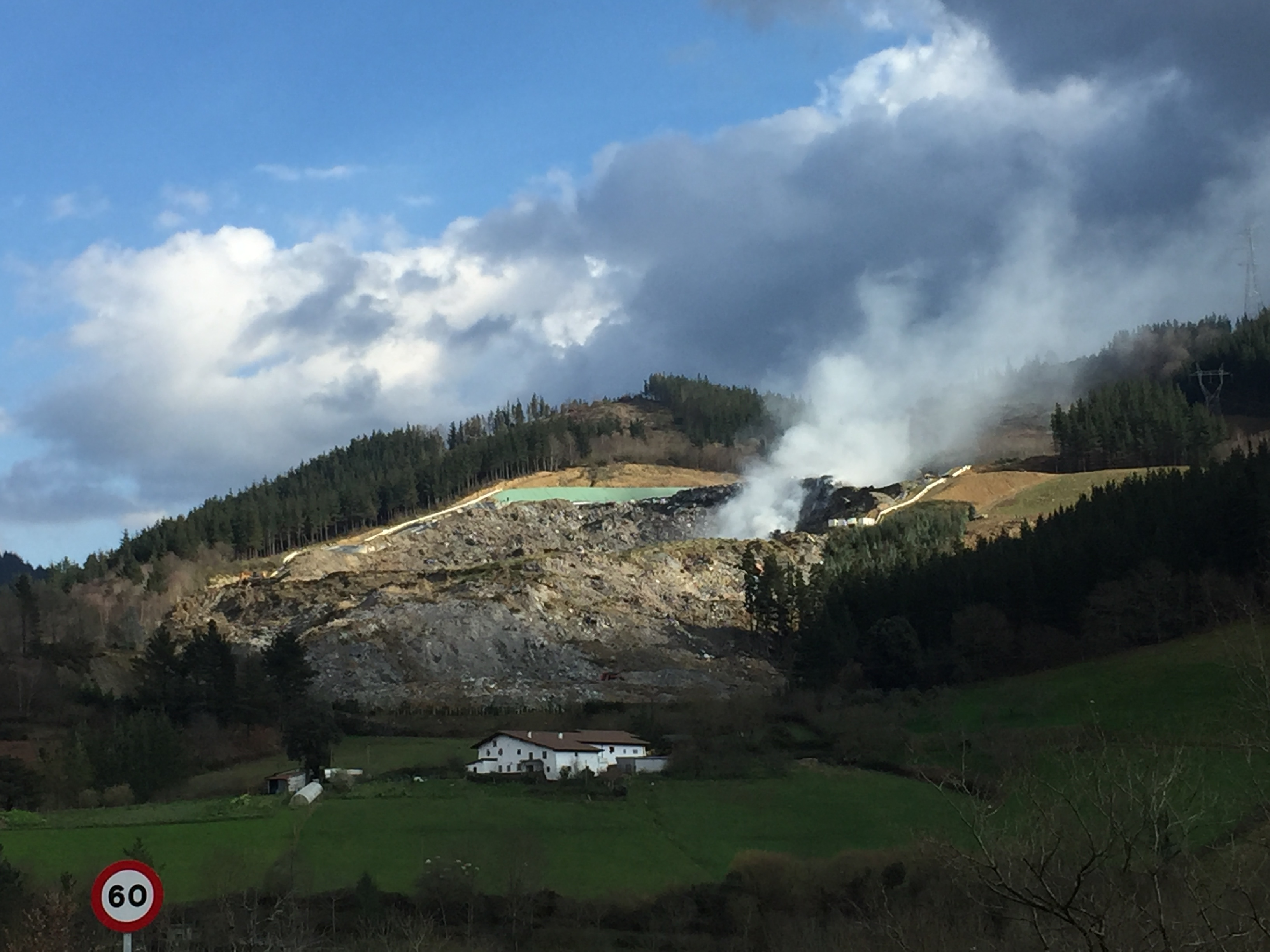
Fum a l'abocador de Zaldibar.

### Incident
L'incident es va produir el vespre del 6 de febrer. Van caure 750.000 metres cúbics de deixalles (tota una serralada), provocant una muntanya de 330 metres de longitud i 160 d'amplada; amb una superfície de 2.780 metres quadrats. També van afectar l'autopista AP-8. En el moment de l'accident deu treballadors treballaven a l'abocador, i vuit d'ells van ser evacuats; però es van adonar de la manca dels altres dos.
El 6 de febrer, els abocadors no es van filtrar i van decantar als embassaments, cosa que hauria fet més greu el desastre, així com les vies d'aigua que sortien d'aquests sectors.

### Autopista
Una petita part la brossa va caure a la N-634 i a l'autopista AP-8, bloquejant la meitat de la carretera. Aquest conjunt de residus pesen unes 4 tones, al llarg d'uns 30 metres, amb una alçada d'uns 4 metres. El trànsit es va tallar en dues direccions i entre les primeres persones que hi havia a la recerca hi havia persones del municipi d'Ermua. Poc després, els bombers de la Diputació de Biscaia i els membres de la Ertzaintza van afegir-se a la recerca. També s'hi van unir agents de Protecció Civil. En total, s'hi van involucrar unes 45 persones. Unai Rementeria, subdirectora de gabinet de Biscaia, va continuar netejant la carretera des del Centre de Control de Trànsit. Va ser a la una de la matinada del 7 de febrer quan, inesperadament, els equips de rescat van trobar una gran quantitat d'amiant a les restes. Com que no tenien equip de protecció, el seu treball es va interrompre. A les 03:00, una empresa de Sopelana (Biscaia) autoritzada a treballar amb amiant continuà amb la neteja de la carretera i l'obrí entorn a les 7:00 a l'AP-8.

### Dos desapareguts
Alberto Sololuze (Eibar, 1958) vivia a Markina-Xemein. Va treballar durant 25 anys a les concessionàries Ford i Peugeot a Eibar. Està casat i té una filla. Mitja hora abans de l'ensorrament, el seu company Enrique Arriaga, quan estan a la bàscula, li demana que canviï de posició un moment.
Joaquín Beltrán (El Burgo, Màlaga, 1969) es va desplaçar al País Basc amb els seus pares i set germans petits i va viure a Zalla. Des del 2014 treballava a «Excavaciones Joaquín Beltrán». Va viure al barri d'Otxaran i va tenir una dona i 3 fills. Un dels seus fills i un nebot estaven treballant amb ell a l'abocador quan van passar els fets. Beltran feia setmanes que advertia a la companyia que calia reduir la taxa d'abastament de l'abocador i que s'havien d'incloure capes de terra entre les deixalles. Els va advertir que la muntanya d'escombraries s'estava esquerdant tres dies abans i que s'havia d'aturar l'abocament de residus. L'empresa li va dir que faria una anàlisi topogràfica. L'empresa Infotop va fer una prova el 5 de febrer, establint testimonis i confirmant que les restes es movien. La nit de el 6 de febrer, quan va començar lliscament de terra, Joaquín va deixar l'excavadora abans de quedar atrapat, va dir a la seva plantilla que marxés corrent i va trucar al seu nebot, que es trobava a l'abocador de camions en un altre sector de l'abocador

### Amiant i altres tòxics

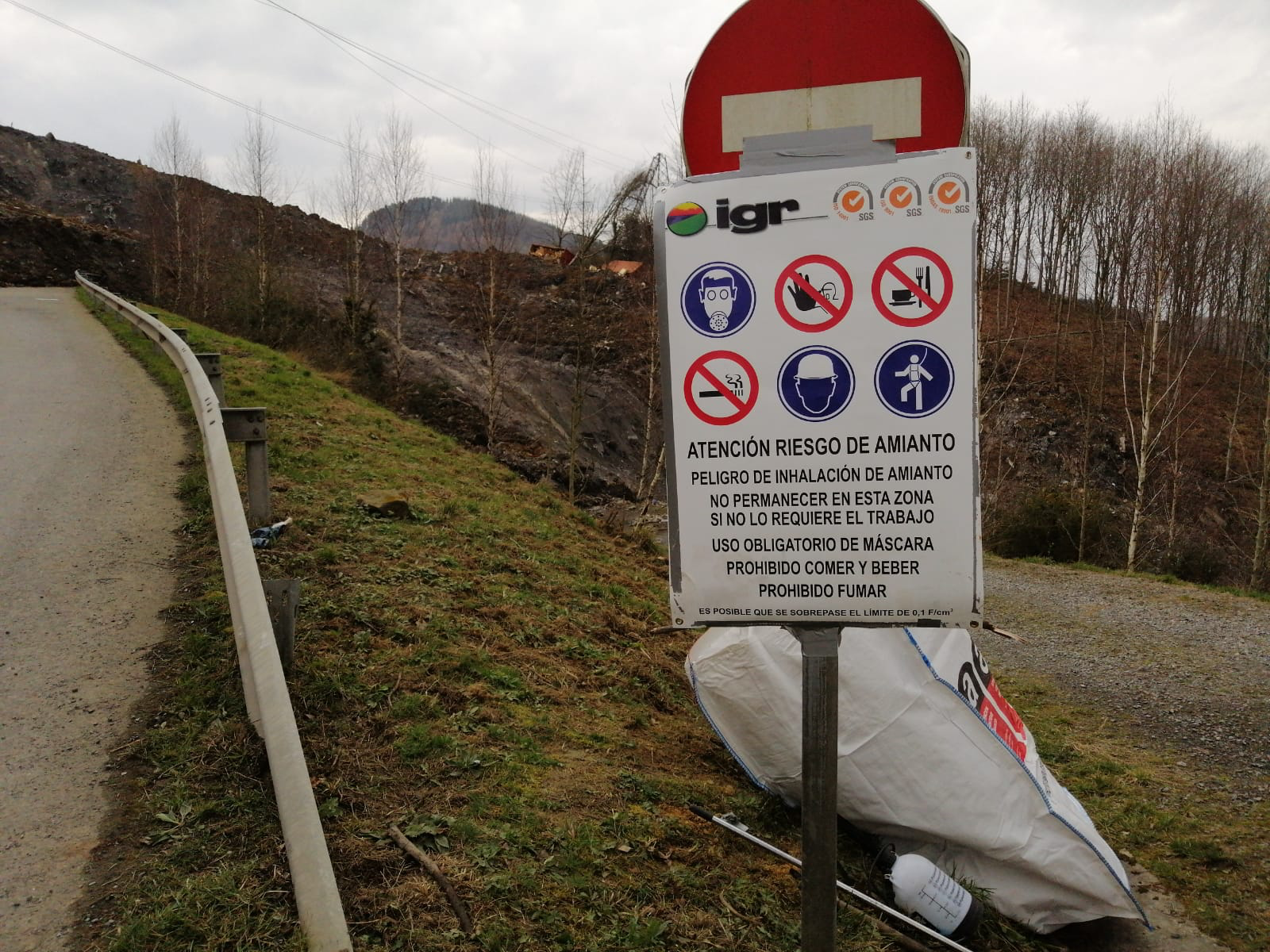
Informe del perill d'amiant a l'abocador de Zaldibar en un matràs.

Els equips de rescat que treballaven el vespre del 6 de febrer no van denunciar grans quantitats d'amiant. L'agència de seguretat laboral d'OSALAN va emetre un avís l'endemà de l'aturada a l'autopista. Com a resultat, es va suspendre l'obra.
Segons el Departament de Medi Ambient del Govern, Verter Recycling va complir normativa europea per recollir aquest producte perillós: en els darrers 3 anys es van rebre 10.000 tones a Zaldibar, de 4.235 tones el 2019. Tot i això, aquest amiant no es va separar d'altres deixalles.
El 8 de febrer, Ecologistes en Acció van denunciar la sospita que l'abocador de Zaldibar havia superat el llindar. El 9 de febrer, el Govern va negar que s'hagués superat el llindar.
Una altra substància perillosa es va trobar a l'abocador de Zaldibar el 2011: els bifenils policlorats (PCBs). Aquest any hi va haver dos vessaments i es va imposar una multa de 60.000 dòlars a la companyia alcohòlica (MCC) per filtrar «PCB sense avisar a l'Autoritat Ambiental». Aquests compostos, que es van crear barrejant hidrocarburs amb clor, que es van utilitzar com a segellants i aïllants en instal·lacions elèctriques, causen càncer i van ser prohibits el 1987. Una sentència del Tribunal Superior del País Basc del 2015 va advertir de l'abocament incontrolat de bifenils policlorats a l'abocador d'Eitzaga.

### Incendi
El matí del 8 de febrer, es va cremar part de l'abocador. Segons el Govern, el foc es va encendre espontàniament, de manera comuna als abocadors, i es va atribuir al metà. Com que els vehicles de bombers no van poder entrar a la zona de bombers per la inestabilitat del pis, es va demanar l'ajuda a Cantàbria contra l'incendi. El 9 de febrer, els helicòpters van fer 21 vols, sumant 21.000 litres d'aigua sobre el foc. No obstant això, a causa del risc que l'aigua contaminada arribés al riu, es va aturar l'extinció.
El fum es va estendre per tota l'Ermua i Eibar. Una unitat mòbil de control de la qualitat de l'aire del Govern basc va declarar que el nivell de contaminació estava «dins de paràmetres normals». El foc va continuar el 10 de febrer, estenent fum a l'atmosfera d'Ermua i Eibar. Aquell dia, el Departament de Medi Ambient va informar que l'abocador filtrava metà i, tot i que hi havia 14 xemeneies, aquestes no funcionaven en el moment de l'accident i per això se'n va perdre el control. Segons alguns veïns, no va ser la primera vegada que van veure un incendi a l'abocador de Zaldibar.
El 13 de febrer, després d'estabilitzar l'abocador d'escombraries, es preveia construir una sèrie de pistes i rampes de seguretat per apropar-se a la zona del foc i extingir-lo.

### Contaminació de l'aigua
La contaminació de l'aigua es va detectar en algunes de les granges d'Eitzaga. Tot i que els paràmetres d'aigua de les altres fonts i de la xarxa general de Zaldibar, Ermua i Eibar es va dir que eren els acceptables, l'11 de febrer, tècnics sanitaris governamentals van aconsellar als veïns dels barris d'Eitzaga i Sallabente que no utilitzessin aigua corrent per beure, cuinar o pels animals.

## Protestes ciutadanes

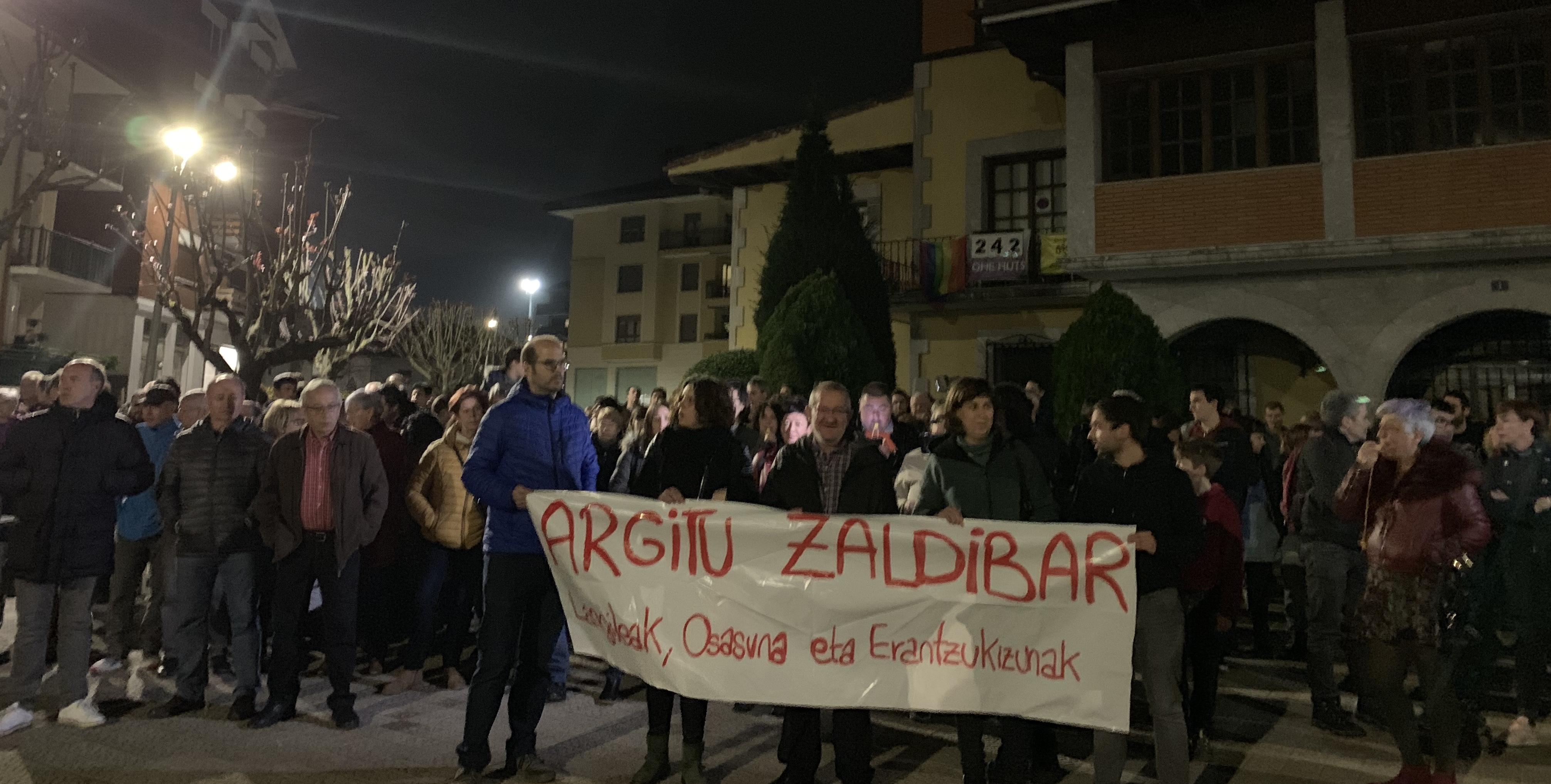
Manifestació que demana l'alleugeriment del desastre d'abocament de Zaldibar, «llum de Zaldibar», el 10 de febrer.

En els primers dies, la preocupació i la ira dels ciutadans es va estendre principalment a través de les xarxes socials. Aleshores, queixant-se de la manca d'explicacions públiques dels responsables polítics, van començar algunes mobilitzacions.
El 9 de febrer hi va haver una manifestació a Markina-Xemein. El 10 de febrer, les manifestacions van tenir lloc a Zaldibar, Ermua i Eibar.
L'11 de febrer, Zallan es va mobilitzar i les protestes dels ciutadans també van començar a estendre's a altres regions. El 12 de febrer, el Moviment Contra la Incineració va convocar protestes a 10 poblacions de Gipuzkoa. El mateix dia, alguns sindicalistes d'ELA-STV, LAB, ESK, Steilas i EHNE van celebrar una sorollosa sessió a la delegació del Govern de Bilbao, a favor d'11 treballadors morts per accident laboral durant el 2020 i 2 desapareguts a Zaldibar. Aquell dia es van celebrar protestes davant de diversos ajuntaments per demanar l'acumulació de bosses d'escombraries.
El 13 de febrer hi van haver manifestacions a Zallan, Arrasate i Bilbao. El 14 de febrer, el moviment juvenil Friday for Future feu una menció especial del desastre de Zaldibar a la manifestació de Bilbao.
El matí del 15 de febrer, un grup de ciutadans va celebrar una manifestació de protesta a la taula de crisi de Zaldibar. El vespre del 15 de febrer es va celebrar una manifestació conjunta a Eibar, Ermua i Elgeta, amb grups de gent de tres pobles a Eitzaga; Diversos actors del País Basc i organitzacions internacionals van fer una crida a la participació en aquesta mobilització. La manifestació va reunir al voltant de 5.000 persones, amb un fort ressò als mitjans de comunicació, i el focus es va centrar en els responsables: «polítics, negocis, el ministre de Medi Ambient i el president». Els manifestants van criticar l'actuació dels partits polítics i els accionistes de Verter Recycling «perquè sabien el que estava passant». També van expressar la seva preocupació per «altres problemes tòxics» a l'abocador. Aquell dia, els residents d'Enkarterri també van ser convocats a una manifestació celebrada a Zalla.
El 17 de febrer, alguns membres d'Ernai van bloquejar la carretera BI-3344, encadenant-la a la rotonda d'Eibar.

## Responsabilitats
Després d'afrontar la crisi dels primers dies, el Govern basc i Verter Recycling 2002 van començar a culpar-se mútuament de la falta de control: Segons el Govern, l'accident va ser responsabilitat de l'«empresa privada que gestionava l'abocador». Per tant, tot i que les obres de reparació semblen subsidiàries, va anunciar que el cost aniria a càrrec de l'empresa (cost estimat d'entre 80 i 100 milions d'euros). Segons la companyia, les inspeccions governamentals «mai van qüestionar l'estabilitat de l'abocador», que és la causa principal de l'accident. En efecte, el propi portaveu d'Erkoreka va dir que les irregularitats detectades durant la darrera inspecció l'estiu del 2019 eren menors.
El 10 de febrer, el tribunal investigador va obrir les seves actuacions contra Verter Recycling 2002 per un delicte contra el medi ambient segons el portaveu del Govern. No obstant el tribunal no va dir res. El mateix dia, el Govern va concedir a l'empresa 7 dies per fer un pla d'intervenció sense indicar què faria si no es complia la demanda.
El 16 de febrer, alguns treballadors van testificar les irregularitats que hi havia, remarcant que el negoci de les escombraries movia «molts diners i interessos», i va assenyalar que el «Govern basc sabia el que passava» i «controlava la multitud». De fet, es va interpretar com a reflex d'un problema a Zaldibar: l'Administració no coneixia l'indret on es treballava amb el 26% dels residus al País Basc.
A més dels problemes propis de l'abocador, va assenyalar la necessitat d'aclarir l'impacte de les obres de la carretera d'Ermua per part del Col·legi de Geòlegs del País Basc. Si es comprova que aquestes obres han estat afectades per l'accident, seria responsabilitat de la Diputació de Biscaia.